# Doğan Babacan
Doğan Babacan (Istanbul, 30 novembre 1929 – Istanbul, 18 maggio 2018) è stato un arbitro di calcio e calciatore turco.

## Biografia
Scrisse, insieme ad Altan Erbulak, la propria biografia Ben bir hakemdim (in italiano: "Io sono un arbitro"). È morto all'età di 88 anni e sepolto nel cimitero di famiglia.

## Carriera

### Calciatore
Prima di iniziare la sua carriera da arbitro, fu calciatore per i seguenti club: Beşiktaş, Karşıyaka, Kasımpaşa e Hacettepe.

### Arbitro
La sua carriera da arbitro comincia nel 1955 e diventa internazionale nel 1968. È stato il primo arbitro turco ad essere designato dalla FIFA ed è ricordato per aver diretto Germania Ovest-Cile al campionato del mondo 1974, partita in cui ha estratto il primo cartellino rosso della storia, e fu espulso Carlos Caszely. È stato, inoltre, il primo arbitro a comminare un'espulsione ai giochi olimpici del 1972, nel corso della partita tra Germania Ovest e Marocco. Durante il match di Coppa dei Campioni del 10 aprile 1974 tra Atlético Madrid e Celtic a Glasgow, si rese autore dell'espulsione di ben tre calciatori colchoneros. Il 6 ottobre 1975 diresse la finale di ritorno di Supercoppa europea tra Dinamo Kiev e Bayern Monaco. Si ritirò nel 1978 e divenne presidente della Federazione arbitri turca e istruttore di arbitri.